# جمال برزنجي
جمال برزنجي (بالإنجليزية: Jamal al Barzinji)‏ (1939-26 سبتمبر 2015) هو مُفكّر وناشط إسلامي ورجل أعمال عِراقي أمريكي، وأحد مؤسسي المعهد العالمي للفكر الإسلامي في أمريكا، والندوة العالمية للشباب الإسلامي. كما قام بتأسيس الجمعية الإسلامية لأمريكا الشمالية.

## حياته وتعليمه
ولد جمال برزنجي في العراق عام 1939، وحصل على منحة للدراسة في بريطانيا فحصل على بكالوريوس الهندسة الكيميائية وتكنولوجيا الطاقة من جامعة شيفيلد عام 1962. عاد إلى العراق وعمل في وزارة الطاقة فيها ثم سافر مجددًا إلى الولايات المتحدة لمواصلة الدراسات العليا، فحصل على شهادة الماجسيتر والدكتوراه في الهندسة الكيميائية من جامعة لويزيانا وكان له تخصص فرعيّ في مجال الإدارة وذلك في عام 1974.

## إسهامات وجوائز
أسهم جمال برزنجي في العديد من المشاريع والمؤسسات في الولايات المتحدة الأمريكية وأهمها المشاركة في تأسيس المعهد العالمي للفكر الإسلامي، كما شغل مناصب مهمة في الاتحاد الإسلامي العالمي للجمعيّات الطلابيّة ومؤسسة الوقف الإسلامي.
وحصل برزنجي على جائزة خدمة المجتمع من الاتحاد الإسلامي لأمريكا الشمالية كما منحه المركز العالمي للأديان والدبلوماسية جائزة «الإيمان في العمل» تقديرًا لجهوده في المجالات الفكرية، ومنحته لجنة العلاقات الأمريكية الإسلامية جائزة «الإنجاز مدى الحياة» لكونه أحد أهمّ الشخصيات المسلمة في الولايات المتحدة.

## وفاته
توفّي جمال برزنجي يوم السبت 26 أيلول 2015 في ولاية فيرجينيا في الولايات المتحدة الأمريكية.

## روابط خارجية
- الموقع الرسمي